# Stefan Stambolov
Stefan Nikolov Stambolov (en búlgaro: Стѐфан Нико̀лов Стамболо̀в; 31 de enero de 1854 - 6 de julio de 1895) fue un político búlgaro, quien se desempeñó como primer ministro y regente. Es considerado uno de los más importantes y populares fundadores de la Bulgaria moderna, y a veces se refiere como «el Bismarck búlgaro».

## Primeros años
Stambolov nació en Veliko Tarnovo en 1854. Su padre, posadero, participó en "Velchova Zavera" contra el gobierno turco en 1835. Su educación comenzó en su ciudad natal, pero luego estudió en el Seminario de Odesa en 1870-1872. Se unió al Comité Revolucionario Búlgaro Central y demostró su capacidad como organizador. Después de la muerte del fundador de este comité, Vasil Levski, Stambolov fue elegido como su sucesor. Luego fue líder del levantamiento fallido Stara Zagora y del comité revolucionario Turnovo en el gran levantamiento de abril de 1876.

## Carrera política
Stambolov participó en las discusiones políticas ya en el momento del primer parlamento búlgaro - la «Asamblea Fundacional» de 1879. Después de 1880 fue nombrado vicepresidente y más tarde en el presidente de la Narodno Subraine (el parlamento búlgaro), a pesar de ser demasiado joven para ocupar el puesto. En 1885 ayudó a lograr la unión del principado de Bulgaria y Rumelia Oriental. El 20  de agosto de 1886, los funcionarios alineados con Rusia derrocaron al príncipe Alejandro I de Battenberg en un golpe de Estado. Stambolov encabezó la lucha contra el mismo el 28 de agosto, consiguiendo el derrocamiento del Gobierno provisional controlado por Rusia y asumiendo el cargo de regente.
Sin embargo, la hostilidad de Rusia impidió la restauración de Alejandro, que abdicó el 8 de septiembre.

## Regencia
A la edad de 32 años, Stambolov se encontró en la posición altamente inusual de ser ministro de gobierno, presidente y regente de un monarca ausente (una situación emparejada en su atipicidad, quizá, por la elección del exrey Simeón II como primer ministro de Bulgaria en 2001). El estilo de gobierno de Stambolov durante su regencia se destacó por ser cada vez más autoritario. Pero esto fue, en cierta medida, una reacción a las graves dificultades de su situación particular. En efecto, la regencia ha sido descrita como el comienzo de los años trágicos de la vida de Stambolov.
De acuerdo a un amigo cercano, Stambolov estaba "casi dispuesto a renunciar a los honores [de servir como regente], junto con los peligros de su posición, y retirarse a su amada Turnovo." Pero él se quedó, considerando que no había ningún candidato adecuado, y que si él no permanecía en el cargo la soberanía búlgara se perdería.
Gracias a los esfuerzos de Stambolov se encontró un sucesor de Alejandro en Fernando I de Bulgaria, quien se proclamó Knyaz («Príncipe y Regente») de Bulgaria el 7 de julio de 1887, y fue coronado el 14 de agosto de 1887.

## Primer ministro
Con el acceso de Fernando al trono Stambolov cesó como regente y se convirtió en el primer ministro. Sirvió en el cargo durante siete años (1887-1894). Su principal tarea fue la de mantener en el trono al nuevo soberano, para lo que impuso un férreo control sobre la política nacional y adoptó duras medidas contra los enemigos del monarca. Su rusofobia y autoritarismo le hicieron perder el favor de una parte notable del campesinado, que cayó en la apatía política ante su nula influencia en la política nacional.
Stambolov era un nacionalista, que reforzó la diplomacia del país, su economía, y el poder político general del Estado. Logró concesiones para la Iglesia ortodoxa búlgara en Macedonia, lo que le granjeó popularidad en el país. Su control de las actividades de los nacionalistas búlgaro-macedonios para no incomodar a Rusia hizo que estos le considerasen su enemigo. Considerando imposible la imposición de un cambio unilateral en Macedonia y de la imposibilidad de coaligarse con otros territorios balcánicos por la oposición rusa, optó por tratar de lograr concesiones de los otomanos.
Tuvo que enfrentarse a diversos intentos rusos de instalar un régimen favorable en Bulgaria, finalmente fracasados, lo que le ganó la enemistad de muchos búlgaros prorrusos.
Se enfrentó al príncipe Fernando, y frustró sus planes de aumentar la autoridad real. Esto le causó mucho estrés, y se distanció de sus amigos, y se mostró suspicaz de su entorno. El público comenzó a no gustarle, mientras tomaba medidas cada vez más drásticas contra sus enemigos. Sobrevivió a un intento de asesinato, pero respondió diciendo que había muchas personas que él sospechaba de encarcelar gente y tratarlos brutalmente.
Lavov fue construido mientras Stambolov era el primer ministro.
En 1875, la tensión prolongada de había cobrado su precio y Stambolov dimitió, siendo su renuncia aceptada alegremente por Fernando. Stambolov logró su objetivo de mantener a Fernando en el trono búlgaro, pero no obtuvo el reconocimiento oficial ruso que buscaba.

## Muerte
El 3 de julio de 1895, Stambolov tomó un coche a su casa, junto con su guardaespaldas y un amigo. A mitad de camino, el carro se detuvo por un asesino que disparó su revólver, asustando a los caballos. Stambolov salió rápidamente, pero se encontró con tres asesinos más, armados con cuchillos. Stambolov, que llevaba un revólver, le disparó a uno de los atacantes. Los otros lo tiraron al suelo. Ellos sabían que Stambolov llevaba un chaleco antibalas, así que lo apuñalaron en la cabeza, que él trató de proteger con sus manos. Su guardaespaldas finalmente ahuyentó a los agresores.
Stambolov fue llevado rápidamente a su casa con una fractura de cráneo y las manos mutiladas. Se supone que dijo en su lecho de muerte: "Las personas de Bulgaria me perdonarán todo. Pero no perdonarán que fui yo quién trajo a Fernando aquí." Se cree que Stambolov era bien consciente que sus días después de su renuncia habían sido contados, y que Fernando era probablemente quien orquestó su asesinato.
Murió alrededor de las 2 de la mañana del 6 de julio, víctima del atentado de los extremistas macedonios.

## Evaluación
Stambolov creyó que la liberación de Bulgaria fue un intento por la Rusia zarista para convertir a Bulgaria en su protectorado. Su política se caracterizó por el objetivo de conservar la independencia de Bulgaria a toda costa. Durante su liderazgo, Bulgaria pasó de ser una provincia otomana a un Estado europeo moderno.
Stambolov puso en marcha un nuevo rumbo en la política exterior del país,, independientemente de los intereses de cualquiera de las grandes potencias. Su principal objetivo en política exterior fue la unificación de la nación búlgara en un estado nación integrado por todos los territorios del exarcado búlgaro concedido por el sultán en 1870. Stambolov estableció relaciones cercanas con los sultanes otomanos con el fin de promover el nacionalismo búlgaro en Macedonia y oponerse a las propagandas griega y serbia, apoyadas por Rusia. Debido a las tácticas de Stambolov, los sultanes reconocieron a los búlgaros como la comunidad predominante en Macedonia y les dieron permiso para la creación de una fuerte Iglesia e instituciones culturales.
Stambolov negoció préstamos con países de Europa occidental para desarrollar la economía y las fuerzas armadas de Bulgaria. En parte, esto fue motivado por su deseo de crear un Ejército moderno que pudiera garantizar la totalidad del territorio nacional.
Su actitud hacia Europa occidental fue una de sus maniobras diplomáticas. Entendió los intereses del Imperio austrohúngaro en Macedonia y advirtió a sus diplomáticos en consecuencia. Su política interior se distinguió por la derrota de los grupos terroristas patrocinados por Rusia, el fortalecimiento del imperio de la ley, el crecimiento económico y la extensión de la educación, llevándose a cabo un cambio progresivo social y cultural, y la creación de un Ejército moderno capaz de proteger la independencia de Bulgaria.
Stambolov era consciente de que Bulgaria tenía que ser fuerte política, militar y económicamente para lograr la unificación nacional. Trazó la trayectoria política que convirtió a Bulgaria en una potencia regional fuerte, respetada por las grandes potencias de la época. Sin embargo, el liderazgo nacional de Bulgaria fue de corta duración. Después de la muerte de Stambolov, el curso independiente de su política fue abandonado.

## Honor
Stambolov Crag, en la Isla Livingston de las Islas Shetland del Sur, en la Antártida, se nombró en su honor.
Stambolov aparece representado en el anverso del billete de 20 levas búlgaras, publicado en 1999 y 2007.